# Ordre des hygiénistes dentaires du Québec
L'Ordre des hygiénistes dentaires du Québec (OHDQ) est un ordre professionnel du Québec.

## Historique
C’est le 17 février 1975 que la profession d’hygiéniste dentaire fut reconnue officiellement au sein du Code des professions.
C’est aussi en 1975 que l’on assiste aux premières cérémonies de remise de diplôme en techniques d’hygiène dentaire et que trente-deux (32) hygiénistes dentaires sont inscrits au premier tableau des membres de l’OHDQ. Les besoins urgents des Québécois, dont l’état de santé dentaire était non seulement pitoyable mais se classait parmi les pires en Amérique du Nord, ont fait que plus de 40 ans plus tard, la profession compte plus de 6 000 membres.
De ces membres, 85 % travaillent en cabinet dentaire dans le secteur privé. Les autres pratiquent en santé publique, dans le milieu de l’éducation ainsi que dans les compagnies dentaires et d’assurance. Avant l’arrivée des hygiénistes dentaires, peu de place était faite à l’éducation et à la prévention quant à une saine hygiène dentaire. En fait, la profession a été créée pour combler ce vide. La prévention et l’éducation sont, et demeureront, toujours l’essence même de notre profession.
Depuis sa fondation et de plus en plus au cours des dernières années, les membres multiplient les activités de sensibilisation visant une saine hygiène buccodentaire et insistent sur les bienfaits qu’elle entraîne sur la santé générale.

## Mission
L'Ordre des hygiénistes dentaires du Québec :
- assure la protection du public en veillant à la qualité de l’exercice de la profession ;
- contribue sans cesse à l'amélioration de la santé buccodentaire des Québécois en s'assurant que les hygiénistes dentaires possèdent la compétence pertinente ;
- soutient le leadership de ses membres en matière de prévention et d'éducation et encourage l'atteinte de l'excellence dans l'exercice de la profession.

## Vision
L'Ordre des hygiénistes dentaires du Québec vise :
- l'amélioration continue de la santé buccodentaire de toute la population en agissant en partenariat avec les autres professionnels de la santé ;
- l'accroissement de l'accessibilité aux soins préventifs en hygiène dentaire aux personnes à besoins particuliers ;
- le leadership des hygiénistes dentaires en matière d'éducation et de prévention en santé buccodentaire ;
- la sensibilisation du public à l'importance de la qualité des actes posés par les hygiénistes dentaires et ses effets bénéfiques sur la santé générale des personnes.

## Réglementation
En vertu du Code des professions, les ordres professionnels doivent établir des lois et règlements.

## Code de déontologie
Tel qu'en fait mention l'article 87 du Code des professions, un Code de déontologie doit être adopté par le Conseil d'administration de chacun des ordres professionnels. Ce Code de déontologie impose au professionnel des devoirs d'ordre général et particulier envers le public, les clients et la profession, notamment celui de s'acquitter de ses obligations professionnelles avec intégrité.
Le Code de déontologie contient, entre autres, des dispositions déterminant les actes dérogatoires à la dignité de la profession, ainsi que des dispositions visant à préserver le secret professionnel.

## Réalisations
Chaque année, en avril, l’Ordre des hygiénistes dentaires du Québec tient une activité spéciale pour souligner le Mois de la santé buccodentaire au Québec :
- 2006, Le diabète et les soins de votre bouche
- 2007, Notre santé buccodentaire, en association avec la Société canadienne du cancer
- 2008 : Votre bouche est le miroir de votre santé
- 2009 : Effets néfastes des boissons énergisantes sur votre santé buccodentaire
- 2010 : La santé buccodentaire : un investissement pour une vie de qualité!
- 2011 : La prévention au 1er rang pour vos petits et grands!
- 2012 : Jeunes en santé = Sourire HD!
- 2013 : Bonne bouffe, belle bouche!
- 2014 : Bien choisir et sourire!

De plus, depuis avril 2012, la Journée de l'hygiéniste dentaire est instaurée au Québec et cette journée est maintenant soulignée le 2e mardi de chaque mois d’avril.